# 票箱

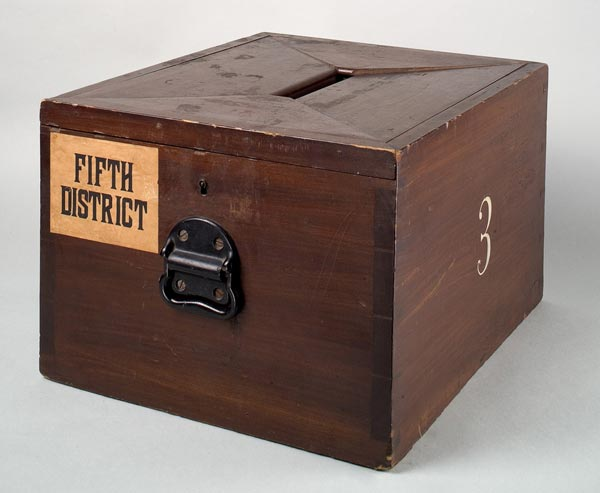
1870年代美國東北部曾使用的木製票箱

票箱，又稱票匭，是進行不記名投票的選舉時，用作收集選票的箱子。票箱頂部有一個狹窄的缺口，讓選票投進箱內，同時可避免其他人可以看到選票上的投票意向。票箱通常會放在票站內的顯眼位置，令票站人員易於監察。
票箱的材質有金屬、塑膠、木或紙等。
另外，公車、火車等公共運具上，收集車資（現金及車票等）的箱子也被稱作「票箱」。